# Armin Moeschler
Armin Moeschler (Voerde (Duitsland), 19 februari 1968) is een Nederlands-Duits radiopresentator en acteur. Moeschler is in Nederland beter bekend onder de naam Armin Scheuten.

## Biografie
Moeschler werd vooral bekend door de radiocomedy Mein Leben in der Melkmaschine. Van 1989 tot 1999 speelde hij spreekrollen bij openluchttheaters en toneelverenigingen. Verder zet hij zich in als beschermheer van goededoelenorganisaties en diverse projecten tegen armoede en kindermisbruik, waaronder Butterblume en Geheimsache Igel. In Nederland was hij tevens bezig voor het jongerenwerk en voor kunst en muziek. Daarnaast is hij producent en regisseur van bekroonde korte films, zoals zijn komische documentaire over de fiktieve zanger Karl Rossi en videoclips voor een aantal artiesten. 

## Werk
Moeschler was in Nederland te zien bij TV Gelderland, NCRV en Mooi! Weer De Leeuw als Piet Arturo. Ook speelde hij in televisieseries als Klein Holland en Wonderlijke wegen. In 2009 had Moeschler hoofdrollen in Bloedband en Expeditie Limburg en speelde hij in diverse korte films. In de jaren daarop regisseerde hij een televisieserie over zwarte pieten en speelde hij een rol in de Nederlandse thriller Omega. In 2016 werkte hij aan een videoserie op YouTube genaamd "Buutnlanders", een komisch streektaalproject, waarin Achterhoeks sprekende allochtonen in positief daglicht worden gesteld. Voor de lokale omroep was hij actief voor RTV Slingeland, anno 2018 voor RTV Achterhoek in Aalten.